# Stylaster filogranus
Stylaster filogranus är en nässeldjursart som beskrevs av Pourtalès 1871. Stylaster filogranus ingår i släktet Stylaster och familjen Stylasteridae. Inga underarter finns listade i Catalogue of Life.